# Dragonfly (espaçonave)
Dragonfly é uma sonda espacial e missão que enviará uma sonda quadricóptero de aterrissagem com asa rotativa para Titã, a maior lua de Saturno, para estudar química pré-biótica e habitabilidade extraterrestre em vários locais onde realizará decolagens e aterrissagens verticais (VTOL). Dia 27 de junho de 2019, Dragonfly foi selecionada como a quarta missão do Programa New Frontiers.
A missão, liderada por Elizabeth “Zibi” Turtle, uma cientista planetária e também administrada pela APL estava originalmente programada para ser lançada em 2026, a NASA solicitou que a equipe do Dragonfly buscasse sua data alternativa de preparação para o lançamento em 2027.. Em 28 de novembro de 2023, o Conselho de Gestão do Programa da Agência da NASA confirmou junto com a diretoria da missão que haveria outro atraso, agora para julho de 2028, devido a incerteza no orçamento da Dragonfly para os próximos anos fiscais.